# Bystra (Sucha)
Pour les articles homonymes, voir Bystra.
Bystra est une localité polonaise, siège de la gmina de Bystra-Sidzina, située dans le powiat de Sucha en voïvodie de Petite-Pologne.